# Kjell Magne Bondevik

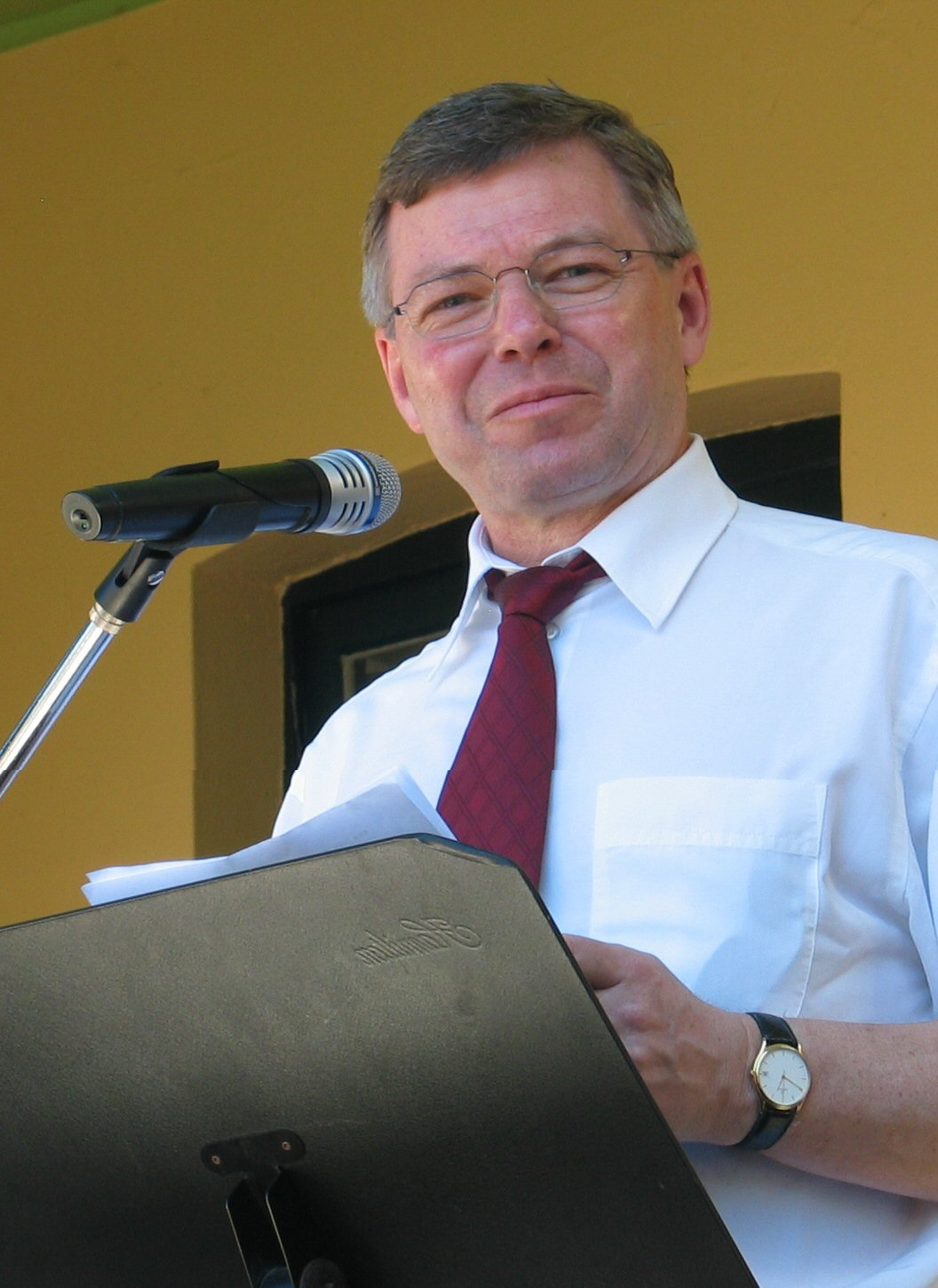
Kjell Magne Bondevik.

Kjell Magne Bondevik (Molde, 3 de setembre de 1947) és un religiós i polític noruec. Pertany al partit Partit Democristià.

## Biografia
Des de 1979 és pastor evangèlic luterà, encara que mai ha exercit a temps complet.

### Primer ministre
Després de les eleccions legislatives noruegues de 1997 va ser primer ministre de Noruega de 1997 a 2000, en un govern de coalició format pel Partit Democristià, el Partit de Centre, i el partit liberal Venstre. El govern de Bondevik va dimitir després de perdre una moció de confiança el març del 2000 com a resultat d'una disputa sobre la construcció de centrals elèctriques de gas i va ser substituït per un govern del Partit Laborista liderat per Jens Stoltenberg fins a la seva derrota a les eleccions legislatives noruegues de 2001.
Després de les eleccions de 2001 Bondevik va formar un nou govern de coalició del Partit Democristià, el Partit Conservador, i el Venstre, que va governar fins el 2005.

### Després de primer ministre
Actualment no té cap càrrec polític sinó que és el president del Centre d'Oslo per a la Pau i Drets Humans.
Kjell Magne Bondevik és membre del Club de Madrid i Membre Honorari de la Fundació Internacional Raoul Wallenberg.